# Кавенчин (Пйотрковський повіт)
Кавенчин (пол. Kawęczyn) — село в Польщі, у гміні Александрув Пйотрковського повіту Лодзинського воєводства.
Населення — 76 осіб (2011).
У 1975-1998 роках село належало до Пйотрковського воєводства.

## Демографія
Демографічна структура станом на 31 березня 2011 року:
|          | Загалом | Допрацездатний вік | Працездатний вік | Постпрацездатний вік |
| -------- | ------- | ------------------ | ---------------- | -------------------- |
| Чоловіки | 37      | 9                  | 23               | 5                    |
| Жінки    | 39      | 11                 | 19               | 9                    |
| Разом    | 76      | 20                 | 42               | 14                   |